# هورتن 229
هورتن 229 (بالإنجليزية: Horten Ho 229)‏ هي طائرة تجريبية أنتجت في 1944 بألمانيا. كان أول طيران لها في 1 مارس 1944. صنع منها 3 طائرات.
ليست طائر (شبحية) بل طائرة عادية تجريبية، التي تقدر على التخفي عن الرادارات المضادة بدعة أمريكية. فقد كانت ألمانيا أول من صنع طائرة من هذا النوع.
وبدأ العمل في تصنيع الطائرة الشبح التجريبية الألمانية في عام 1943 بعدما تعاقبت هزائم ألمانيا أمام قوات التحالف المعادي لهتلر . وأصدر قائد ألمانيا النازية هتلر حينذاك أوامره بإيجاد قاذفة قنابل منقطعة النظير تساعد الجيوش الألمانية على استعادة تفوقها.
وقامت هذه الطائرة التي أطلق عليها اسم «هورتن هو-229» (نسبة إلى الأخوين هورتن مصممي الطائرة) برحلتها التجريبية الأولى في عام 1944. ولكن ألمانيا لم تتمكن من إطلاق الإنتاج الصناعي لطائراتها الخفية. وبعد استسلامها حصل الأمريكيون على الرسوم البيانية لهذه الطائرة وغيرها من المستندات التي مكنتهم من صنع طائرتهم الشبح /ف-117/ في الثمانينات من القرن الماضي.
واعترف الأمريكيون بأنهم استفادوا مما اخترعه العلماء الألمان حينما قرروا بعد مرور 64 سنة أن يصنعوا نسخة طبق الأصل للطائرة الخفية الألمانية.

## المواصفات

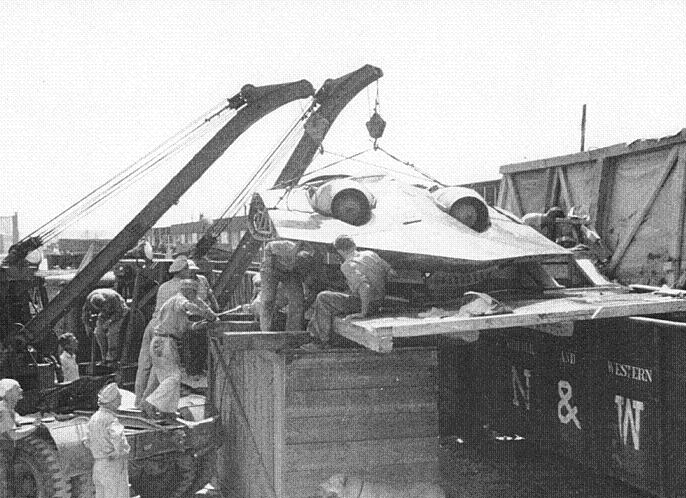